# Fuldatalbrücke Solms
Die  Fuldatalbrücke Solms  ist mit 1628 m die längste Talbrücke der Schnellfahrstrecke Hannover–Würzburg.

## Lage und Verlauf
Die zweigleisige Balkenbrücke liegt östlich von Solms, einem Ortsteil Niederaulas. Das Bauwerk überspannt das Fuldatal mit der Fulda, der B 62 und der Gründchenbahn zwischen Niederjossa und Niederaula, der Landstraße L3471 zwischen Solms und Mengshausen sowie ein paar Feld- und  Wirtschaftswegen. Das Streckengleis befindet sich in einer Höhe von maximal 29 m über dem Talboden.
Das Bauwerk liegt zwischen den Streckenkilometern 206,141 und 207,770. Die Trasse verläuft auf der Brücke gerade. Die Gradiente fällt im nördlichen Drittel nach Süden hin zunächst ab und steigt in den beiden südlichen Drittel wieder an.
Die zulässige Geschwindigkeit im Bereich des Bauwerks liegt bei 280 km/h.
An die Brücke schließt sich nördlich der Warteküppeltunnel an, südlich folgt der Richthoftunnel.

## Geschichte
In der 1976 vorgelegten Variante III der großräumigen Linienführung im Raum Fulda war eine Brücke von 2145 m Länge und bis zu 35 m Höhe vorgesehen.
Die Eisenbahnüberführung wurde zwischen November 1984 und 1988 erbaut.
Das Bauwerk lag im Planungsabschnitt 15 des Mittelabschnitt der Neubaustrecke.
Während der Bauphase musste eine im Baubereich liegende Schleife der Fulda vorübergehend verlegt werden. Ein kurzer Abschnitt, der in der Brückentrasse liegt, wurde dauerhaft um etwa 30 Meter nach Osten verlegt. Der für die provisorische Umgehung ausgehobene Graben dient heute als Feuchtbiotop. Mit der Bauüberwachung und Bauaufsicht (nach § 38 Bundesbahngesetz) war das Straßenbauamt Bad-Hersfeld beauftragt. Das Bauwerk wurde damit in vollem Umfang und eigenverantwortlich durch das Straßenbauamt errichtet, während die technische Fachaufsicht und die Budgetabwicklung bei der Deutschen Bundesbahn verblieben.
Die Pfeiler der Brücke erhielten, auf Vorschlag der staatlichen Vogelschutzwarte, Nisthöhlen für Turmfalken. Da eine vollständige Kompensation der durch die Brücke hervorgerufenen ökologischen Eingriffe laut Bahnangaben trassennah nicht möglich gewesen war, wurde im 5 km entfernten Mengshausen eine Ersatzmaßnahme realisiert. Nach fünfjährigen Verhandlungen wurde dieses Gebiet am 1. Dezember 1987 als Naturschutzgebiet ausgewiesen. In den Folgejahren habe sich durch diese Maßnahme der Weißstorch wieder in Niederaula angesiedelt.
Für das Bauwerk wurden 15.000 m³ Boden ausgehoben sowie 46.000 m³ Beton (davon 19.600 m³ für die Überbauten), 3.600 t Betonstahl (ohne Pfahlbewehrung) und 860 t Spannstahl aufgewandt. Die Kosten werden mit 41,7 Millionen DM angegeben.

## Technik
Der Brückenüberbau besteht aus einer Kette von 37 Einfeldträgern. Dadurch ist der spätere Austausch einzelner Brückensegmente möglich. Die Querschnittsform ist ein einzelliger Stahlbetonhohlkasten mit geneigten Stegen, in Längsrichtung vorgespannt. Zusätzlich ist die Fahrbahnplatte in Querrichtung vorgespannt. Die Stützweite beträgt einheitlich 44 Meter bei einer Überbaubreite von 14,3 Meter. Die konstante Bauhöhe von 4,0 Meter ist aufgrund der erforderlichen Steifigkeit zwecks Durchbiegungsbegrenzung relativ hoch.
Die Wandstärke der zwischen 8 und 21 m hohen Pfeiler liegt bei 35 cm.
Die Widerlager und Pfeiler sind auf 5.200 m laufenden Metern Großbohrpfähle von 150 cm Durchmesser gegründet Unterhalb von 6 bis 9 m dicken quartären Deckschichten aus Auelehm und Kies stehen dabei tragfähige Felsschichten von Sand- und Tonsteinen an. In Schlotbereichen wurde das Bauwerk bis zu 30 m tief gegründet.
Beidseitig der Brücke verlaufen Brüstungen von 1,50 m Höhe, die als Schallschutz dienen.

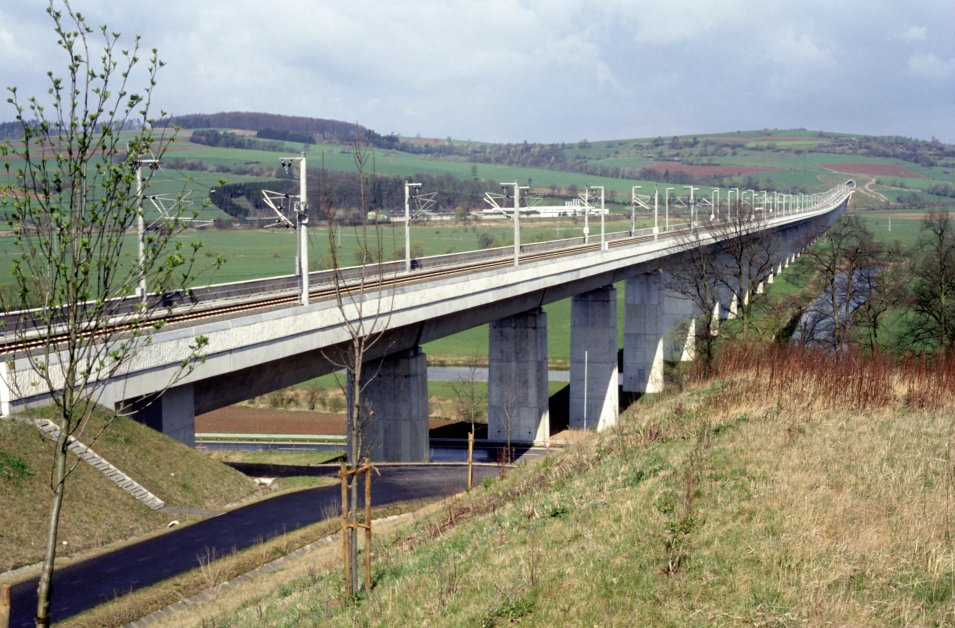
Die Brücke nach Fertigstellung
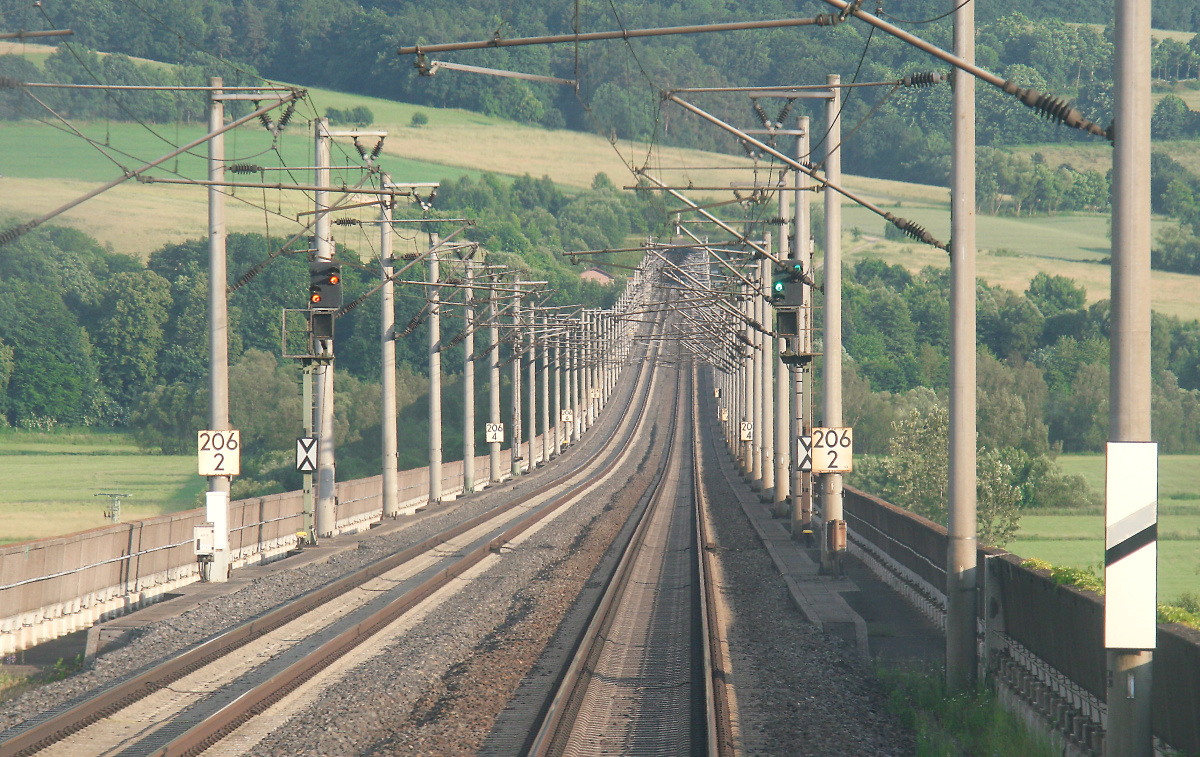
Blick vom nördlichen Rand der Brücke, Richtung Süden
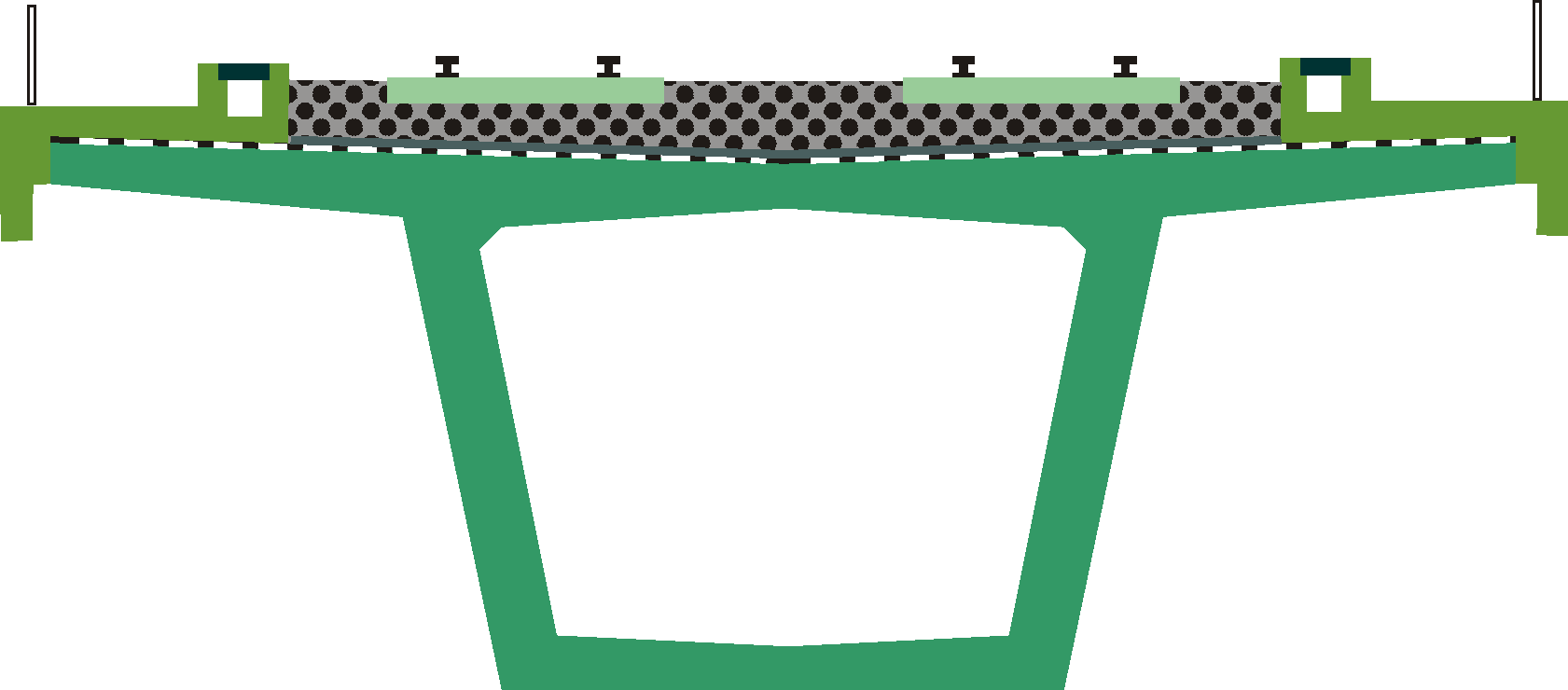
Querschnitt Überbau